# 埃爾納古勒姆敘利亞-瑪拉巴禮天主教聖母聖殿主教座堂
敘利亞-瑪拉巴禮天主教聖母聖殿主教座堂（英語：St. Mary's Syro-Malabar Cathedral Basilica），俗稱「聖瑪利亞聖殿主教座堂」或「聖母大教堂」，是天主教敘利亞-瑪拉巴禮教會在埃爾納古勒姆總教區的主教座堂，位於印度喀拉拉邦科契市中心。該堂始建於1112年，重建於20世紀初，其主保聖人為聖母瑪利亞、聖多馬等，乃印度主要的聖母朝聖地之一。1974年3月20日，時任教宗保禄六世将其升格為宗座聖殿。

## 圖集
- 埃爾納古勒姆敘利亞-瑪拉巴禮天主教聖母聖殿主教座堂（外觀）

## 外部連結
- 埃爾納古勒姆暨安加馬利大總教區（主頁）
- 敘利亞-瑪拉巴禮教會（新主頁）